# 25 سبتمبر
- السبت
- الأحد
- الاثنين
- الثلاثاء
- الأربعاء
- الخميس
- الجمعة

- 307 ربيع الأول 1447  هـ
- 318 ربيع الأول 1447  هـ
- 19 ربيع الأول 1447  هـ
- 210 ربيع الأول 1447  هـ
- 311 ربيع الأول 1447  هـ
- 412 ربيع الأول 1447  هـ
- 513 ربيع الأول 1447  هـ
- 614 ربيع الأول 1447  هـ
- 715 ربيع الأول 1447  هـ
- 816 ربيع الأول 1447  هـ
- 917 ربيع الأول 1447  هـ
- 1018 ربيع الأول 1447  هـ
- 1119 ربيع الأول 1447  هـ
- 1220 ربيع الأول 1447  هـ
- 1321 ربيع الأول 1447  هـ
- 1422 ربيع الأول 1447  هـ
- 1523 ربيع الأول 1447  هـ
- 1624 ربيع الأول 1447  هـ
- 1725 ربيع الأول 1447  هـ
- 1826 ربيع الأول 1447  هـ
- 1927 ربيع الأول 1447  هـ
- 2028 ربيع الأول 1447  هـ
- 2129 ربيع الأول 1447  هـ
- 2230 ربيع الأول 1447  هـ
- 231 ربيع الآخر 1447  هـ
- 242 ربيع الآخر 1447  هـ
- 253 ربيع الآخر 1447  هـ
- 264 ربيع الآخر 1447  هـ
- 275 ربيع الآخر 1447  هـ
- 286 ربيع الآخر 1447  هـ
- 297 ربيع الآخر 1447  هـ
- 308 ربيع الآخر 1447  هـ
- 19 ربيع الآخر 1447  هـ
- 210 ربيع الآخر 1447  هـ
- 311 ربيع الآخر 1447  هـ

25 سبتمبر أو 25 أيلول أو يوم 25 \ 9 (اليوم الخامس والعشرون من الشهر التاسع) هو اليوم الثامن والستون بعد المئتين (268) من السنوات البسيطة، أو اليوم التاسع والستون بعد المئتين (269) من السنوات الكبيسة وفقًا للتقويم الميلادي الغربي (الغريغوري). يبقى بعده 97 يوما لانتهاء السنة.

## أحداث
- 275 - للمرة الأخيرة، مجلس الشيوخ الروماني (السنات) يختار ماركوس كلاوديوس تاسيتس إمبراطوراً خلفاً لأوريليان عقب مقتل الأخير.
- 1066 - ملك إنجلترا هارولد الثاني يهزم أخاه توستيغ وملك النرويج هارولد هاردرادا في معركة جسر ستامفورد.
- 1394 - الجيش العثماني بقيادة السلطان بايزيد الأول يصطدم بجيش صليبي مكون من مقاتلين وفرسان من عدة بلدان أوروبية بقيادة سيجيسموند ملك المجر عند مدينة «نيقوبوليس»، وانتهت معركة نيقوبولس بانتصار المسلمين.
- 1799 - الفرنسيون ينتصرون على الروس في زيورخ بسويسرا.
- 1955 - تمديد أول كابل هاتفي تحت مياه المحيط الأطلسي.
- 1959 - اغتيال رئيس وزراء سيلان سلومون باندرانيكا.
- 1962 - الإعلان عن قيام الجمهورية الجزائرية.
- 1973 - عودة مركبة الفضاء الأمريكية سكاي لاب بروادها الثلاثة بعد دورانها حول كوكب الأرض لمدة 59 يومًا.
- 1984 - بدء انسحاب القوات الليبية والفرنسية من تشاد وفق اتفاقية وقعت بين البلدين.
- 1985 - مقتل ثلاثة من عملاء الموساد في هجوم مسلح على زورق إسرائيلي في ميناء لارنكا القبرصي.
- 1987 - قائد قوات الجيش في فيجي العقيد ستيفيني رابوكا يقود انقلاب عسكري ويستولي على السلطة.
- 1990 - مجلس الأمن يصدر «القرار رقم 670» والخاص بفرض حظر الجوي على أراضي العراق والكويت ومنع كل الرحلات الجوية لنقل الركاب والبضائع وذلك بسبب غزو العراق للكويت.
- 1997 - القيادي في حركة حماس خالد مشعل يتعرض لمحاولة اغتيال من قبل الموساد الإسرائيلي في العاصمة الأردنية عمّان.
- 1998 - الطيار البريطاني أندي غرين يسجل في «صحراء نيفادا» الأمريكية رقمًا قياسيًا في قيادة السيارة وهو 1142 كم/ساعة.
- 2001 - بداية حرب أمريکا على أفغانستان بحجة مكافحة الإرهاب.
- 2003 - وقوع زلزال يبلغ 8.3 درجة قبالة سواحل جزيرة هوكايدو شمال اليابان ليخلف 849 إصابة ومفقوديّن اثنين.
- 2008 - برلمان جنوب أفريقيا ينتخب جاليما موتلانثي رئيسًا جديدًا ليخلف الرئيس تابو إيمبيكي الذي استقال في 21 سبتمبر.
- 2010 - انتخاب إد ميلباند زعيمًا لحزب العمال البريطاني.
- 2011 -
  - ملك السعودية عبد الله بن عبد العزيز آل سعود يعلن في خطاب افتتاح أعمال دورة مجلس الشورى عن قراره السماح للمرأة الدخول في عضوية مجلس الشورى والانتخاب والترشح في المجالس البلدية.
  - المجلس الأعلى للقوات المسلحة في مصر يعدل الإعلان الدستوري الصادر في 30 مارس 2011 لتكون الانتخابات البرلمانية بنظام القائمة النسبية المغلقة والنظام الفردي.
- 2013 - ظهور جزيرة جديدة على سواحل باكستان سميت جزيرة زلزلة وذلك بعد زلزال قوي ضرب البلاد.
- 2016 - اغتيال الصحافي الأردني ناهض حتر، بإطلاق الرصاص عليه أمام القصر العدلي في عمان.
- 2017 - حصول تحالف الاتحاد الديمقراطي المسيحي/الاتحاد الاجتماعي المسيحي بزعامة أنغيلا ميركل على أكبر عدد من المقاعد بالبوندستاغ في الانتخابات الفيدرالية الألمانية.
- 2018 - الحكم على بيل كوسبي بالسجن لمدة تتراوح من ثلاثة إلى عشرة سنوات.

## مواليد
- 1358 - أشيكاغا يوشي-ميتسو، شوغون ياباني.
- 1644 - أوول رومر، عالم دنماركي في علم الفلك.
- 1683 - جون فيليب رامو، موسيقي فرنسي.
- 1694 - هنري بلهام، رئيس وزراء المملكة المتحدة.
- 1773 - أغوستينو باسي، عالم إيطالي في علم الأحياء.
- 1866 - توماس مورغان، طبيب أمريكي حاصل على جائزة نوبل في الطب عام 1933.
- 1881 - لو شون، كاتب صيني.
- 1897 - ويليام فوكنر، أديب وروائي أمريكي حاصل على جائزة نوبل في الأدب عام 1949.
- 1913 - شارل حلو، رئيس الجمهورية اللبنانية.
- 1931 - منوتشهر آتشي، شاعر وصحفي إيراني.
- 1933 - أحلام، مغنية مصرية.
- 1940 - رؤوف عياد، رسام كاريكاتير مصري.
- 1943 - روبرت غيتس، وزير دفاع الولايات المتحدة.
- 1944 - مايكل دوغلاس، ممثل أمريكي.
- 1945 - فرانس يانسينس، لاعب كرة قدم بلجيكي.
- 1947 - محمد القباني، ممثل أردني.
- 1950 - سبستياو لازاروني، مدرب كرة قدم برازيلي.
- 1951 - مارك هاميل، ممثل أمريكي.
- 1954 - خواندي راموس، لاعب ومدرب كرة قدم إسباني.
- 1955 -
  - كارل هاينز رومينيغه، لاعب كرة قدم ألماني.
  - لودو كيوك، لاعب كرة قدم بلجيكي.
- 1957 - مايكل مادسن، ممثل أمريكي.
- 1958 - أحمد الفرج، ممثل كويتي.
- 1960 -
  - سعيد الناصري، ممثل مغربي.
  - إيغور بيلانوف، لاعب كرة قدم أوكراني.
- 1961 - هيذر لوكلير، ممثلة أمريكية.
- 1964 - راندا عوض، ممثلة مصرية من أصل لبناني.
- 1966 - أبو إبراهيم مصطفى، أمير الجماعة السلفية للدعوة والقتال بالجزائر.
- 1968 -
  - فطومة، مغنية كويتية.
  - ويل سميث، ممثل أمريكي.
- 1969 - كاثرين زيتا جونز، ممثلة بريطانية.
- 1973 - تيجاني بابانغيدا، لاعب كرة قدم نيجيري.
- 1974 -
  - فيكتور باتشيكو، لاعب كرة قدم كولومبي.
  - أوليفر داكورت، لاعب كرة قدم فرنسي.
- 1978 -
  - رودولف دوالا، لاعب كرة قدم كاميروني.
  - ريكاردو غاردنر، لاعب كرة قدم جامايكي.
- 1979 -
  - خالد سرحان، ممثل مصري.
  - جيسون كوماس، لاعب كرة قدم ويلزي.
- 1988 - ناصيف زيتون، مغني سوري.

## وفيات
- 1506 - فيليب الأول، ملك مملكة قشتالة.
- 1534 - كليمنس السابع، بابا الكنيسة الرومانية الكاثوليكية.
- 1777 - يوهان هاينغيش لامبرت، عالم رياضيات وفيزياء وفلك سويسري.
- 1849 - يوهان شتراوس الأب، ملحن نمساوي.
- 1955 محمد الصيفي قارئ قرآن كريم مصري
- 1979 - تابيو راوتافآرا، لاعب ألعاب قوى وممثل فنلندي.
- 1983 - ليوبولد الثالث، ملك بلجيكي.
- 1986 - نيكولاي سيميونوف، عالم كيمياء روسي حاصل على جائزة نوبل في الكيمياء عام 1956.
- 1998 - نجاح الموجي، ممثل مصري.
- 2003 -
  - فرانكو موديلياني، اقتصادي إيطالي حاصل على جائزة نوبل في العلوم الاقتصادية عام 1985.
  - عقيلة الهاشمي، سياسية عراقية.
- 2006 - جواد التبريزي، مرجع شيعي اثني عشري إيراني.
- 2008 - بسيوني عثمان، كاتب مصري.
- 2010 - صلاح السقا، مخرج مسرحي مصري.
- 2011 -
  - ذياب عوانة، لاعب كرة قدم إماراتي.
  - وانجاري ماثاي، ناشطة كينية بمجال البيئة حاصلة على جائزة نوبل للسلام عام 2004.
- 2012 -
  - آندي ويليامز، مغني أمريكي.
  - إريك آيفيس، مؤرخ بريطاني.
- 2014 -
  - خالد صالح، ممثل مصري.
  - لاشين أبو شنب، عضو مكتب الإرشاد لجماعة الإخوان المسلمين بمصر.
- 2016 - ناهض حتر، كاتب وصحافي أردني.
- 2018 - إسماعيل فهد إسماعيل، روائي كويتي.
- 2022 - عائشة الشنا، ناشطة حقوقية مغرببة.
- 2023 - صبار المشهداني أمين سر القيادة القطرية لحزب البعث بالعراق.

## أعياد ومناسبات
- عيد القوات المسلحة في موزمبيق.

## وصلات خارجية
- وكالة الأنباء القطريَّة: حدث في مثل هذا اليوم.
- النيويورك تايمز: حدث في مثل هذا اليوم.
- BBC: حدث في مثل هذا اليوم.